# Suzanne Peters
Suzanne Peters (Roermond, 30 april 1985) is een Nederlandse schrijver en tekstschrijver wonende in Zutphen. Op haar negentiende verscheen haar eerste boek.

## Biografie
Suzanne Peters is geboren in Roermond. Op haar negentiende schreef ze het boek De draak van Katibal, dat ze vervolgens in eigen beheer heeft uitgegeven. Het was een interactief boek, waarbij de lezer zelf kon bepalen wat de hoofdpersoon ging doen. Later verscheen ook haar boek Lydo, eveneens in eigen beheer uitgegeven. Suzanne Peters heeft tevens geschreven voor uitgeverij Marken en heeft diverse delen voor de favorietserie op haar naam staan. In 2009 verschenen de eerste boeken van deze auteur bij Uitgeverij Ellessy. Sinds 2010 heeft Peters haar eigen bedrijf. Ze schrijft in opdracht diverse teksten voor websites en ontwikkelt eigen blogsites. 

## Valentijngenootschap
Suzanne Peters is sinds 2016 bestuurslid van het Valentijngenootschap, eerst was ze penningmeester en van 2017 tot 2019 de voorzitter. Het Valentijngenootschap heeft als doel het romantische boek meer media-aandacht te geven. Aanvullend is ze twee keer jurylid geweest van de schrijfwedstrijd die jaarlijks wordt georganiseerd door de stichting. 

## Romans
De romans van Suzanne Peters behoren tot het romantische genre en bevatten maatschappelijke, actuele thema's. In 2018 werden er meer dan 25.000 boeken van haar uitgeleend in de Nederlandse bibliotheken. 
- Geheime Liefde (Uitgeverij Ellessy, 2009)
- Schoon genoeg (Uitgeverij Ellessy, 2010)
- Zomerliefde (Uitgeverij Ellessy, 2011)
- Zomerflirt (Uitgeverij Ellessy, 2011)
- Zoektocht naar het verleden (Uitgeverij Ellessy, 2012)
- Dubbeldate (Uitgeverij Ellessy, 2013)
- Blijf Bij Me (Uitgeverij Ellessy, 2013)
- Min of meer (Uitgeverij Ellessy, 2014)
- Gebroken glas (Uitgeverij Ellessy, 2015)
- Exit USA (Uitgeverij Ellessy, 2015)
- Getekend (Uitgeverij Ellessy, 2016)
- Daar zijn vrienden voor (Uitgeverij Ellessy, 2017)
- Reken maar! (Uitgeverij Ellessy, 2017)
- Laat maar! (Uitgeverij Ellessy, 2019)
- Verborgen verhaal (Uitgeverij Ellessy, 2020)
- Van Slag (Uitgeverij Dutch Venture Publishing, 2020)
- Als we weer kunnen ademen (Uitgeverij Boekenvos, 2022)
- Reünie (Uitgeverij Boekenvos, 2023)
- Vrije Slag (Uitgeverij Dutch Venture Publishing, 2023)
- Hoogspanning (Uitgeverij Boekenvos, 2024)

## Young Adult
- De 7 Poortwachters - De kaart van Kara (Uitgeverij Ellessy, 2014)
- Het spiegelcircus (Onder pseudoniem: Suzanne Martin) (Uitgeverij Dutch  Venture Publishing, 2024)

## Non-fictie jeugd
- Werken in de dierentuin (Uitgeverij Ellessy, 2009)
- Werken in het Dolfinarium (Uitgeverij Ellessy, 2010)
- Werken in de horeca (Uitgeverij Ellessy, 2010)
- Gothic (Uitgeverij Ellessy, 2011)
- Linedance (Uitgeverij Ellessy, 2011)
- Anorexia (Uitgeverij Actuele Onderwerpen, 2012)
- Games (Uitgeverij Ellessy, 2012)
- King Alert (Uitgeverij Ellessy, 2017)

## Non-fictie
- Ken je me al? (Uitgeverij Bookwyrm, 2025)

## Kinderboeken
- De draak van Katibal (Eigen beheer, 2005)
- Lydo (Eigen beheer, 2006)

## Verhalenbundels
- Er was eens (Dutch Venture Publishing, 2019)
- Er was eens - Hart van een schurk (Dutch Venture Publishing, 2021)
- Wintermagie (Dutch Venture Publishing, 2022)

## Nominaties
Suzanne Peters won tweemaal de Wildcard-nominatie (meeste publieksstemmen) voor het beste Nederlandstalige romantische boek van het jaar, een prijs die in het leven is geroepen door het Valentijngenootschap. De genomineerde boeken zijn:
- Min of meer (2015)
- Gebroken glas (2016)

## In de media
- Parels & Passie - 10 november 2016 (omroep Gelderland)